# Ga Si Iam MRT

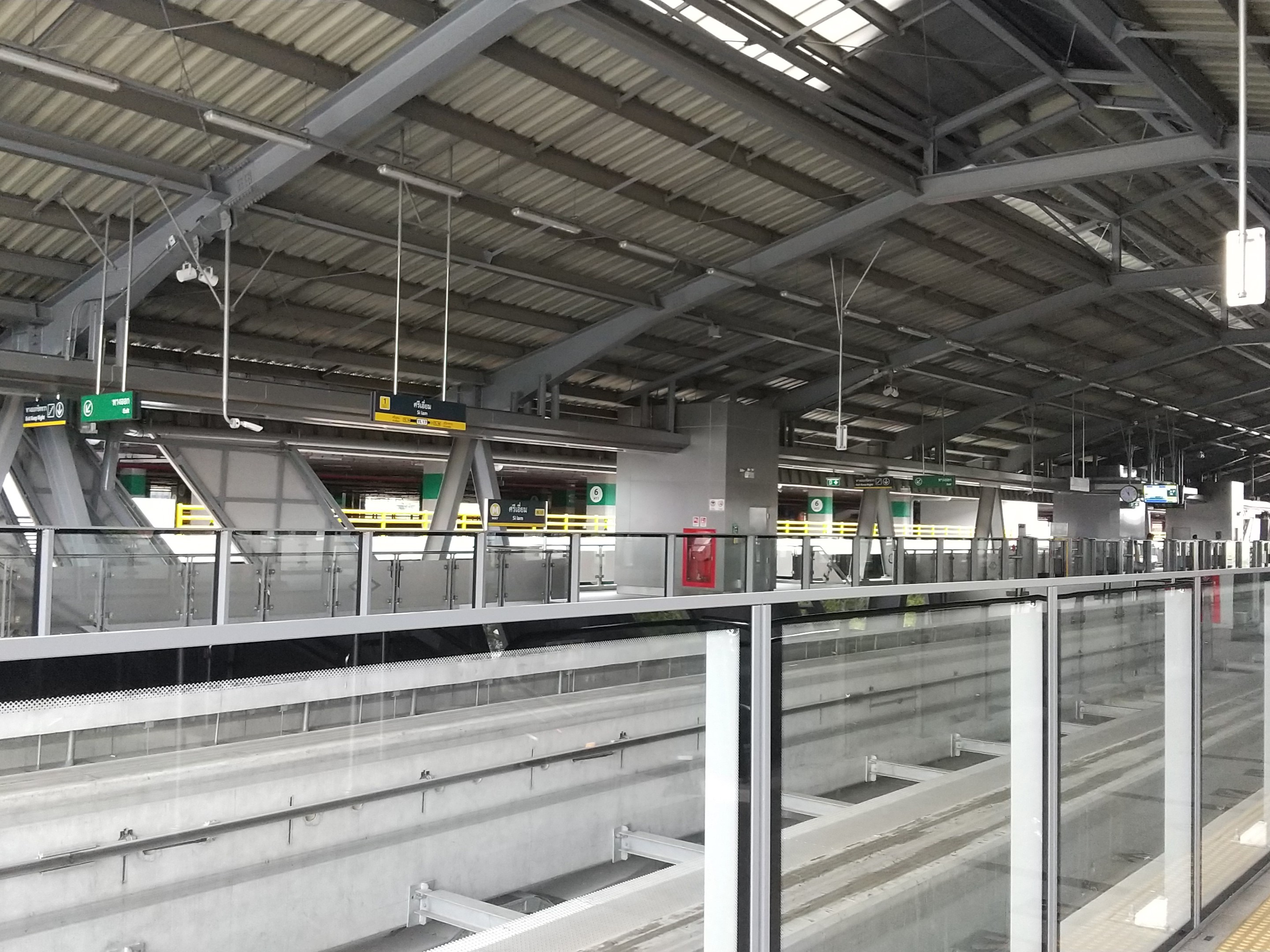
Ke ga

Ga Si Iam (tiếng Thái: สถานีศรีเอี่ยม, phát âm [sā.tʰǎː.nīː sǐː ʔìa̯m]) là một Bangkok MRT trên Tuyến Vàng. Nhà ga nằm trên Đường Srinagarindra tại quận Bang Na, Băng Cốc và nhà ga được đặt tên theo Si Iam nút giao giữa Đường Srinagarindra và Debaratna. Nhà ga có bốn lối vào và là depot của tuyến. Nó được mở cửa ngày 3 tháng 6 năm 2023 như một phần chạy thử nghiệm giữa ga Samrong và Hua Mak.